# 終わらない歌
「終わらない歌」（おわらないうた）は、ゆずの通算43枚目のシングル。2015年8月12日発売。発売元はセーニャ・アンド・カンパニー。

## 概要
前作「OLA!!」以来4か月ぶりとなるシングル。「ゆず 弾き語りライブ2015 二人参客 in 横浜スタジアム」を前にリリースされた。
発売当初、カップリング2曲は配信サイトでは配信されていなかったが、2019年にストリーミングサービスも含めて開始された。
「ゆず 弾き語りライブ2015 二人参客 in 横浜スタジアム」の会場で今作を購入すると、ゆずの直筆サイン入りグッズなどが当たる抽選会に参加できた。
今作発売以降「マスカット」まで約3年間にわたりCDシングルのリリースがなかった。

## 収録曲
1. 終わらない歌 (3:40)
  - 作詞・作曲・編曲：北川悠仁・前山田健一

フジテレビ系情報番組『めざましテレビ』2015年度テーマソング[2]。同番組でオンエアが開始された3月30日から先行配信された。6月26日の『ミュージックステーション』でテレビ初披露された。ゆず 弾き語りライブ　2015 二人参客 in 横浜スタジアムではアンコールで関東学院マーチングバンドとともに演奏された。
北川曰く『WONDERFUL WORLD』や「Hey和」から発展させ「未来の子どもたちに大人としてなにを残せるのか」ということをより具体的に考えて作られた楽曲。
MVが「SPACE SHOWER MUSIC AWARDS」で「VIDEO OF THE YEAR（2015年のもっとも優れたミュージックビデオに授与される賞）」を受賞[3]。
2. 二人三脚 (3:47)
  - 作詞・作曲：北川悠仁・岩沢厚治、編曲：斎藤有太 & ゆず

今作の発売週の週末に開催される「ゆず 弾き語りライブ　2015 二人参客 in 横浜スタジアム」の公式テーマソングとして制作された共作曲。過去に”ゆず”名義で曲作りを行ったり、通常楽曲で共作を行ったことはあるものの、断片的な歌詞とメロディーを互いにキャッチボールしあい、2人で共作した”弾き語り楽曲”は、ゆず史上初。デビューから18年となる歩みを振り返りながら、ファンとともにこれからも前に進んでいくメッセージが込められた曲。
岩澤曰くデモを「サビのようなAメロです」「BメロっぽいDメロです」というようなメモを添えて日記を交換するようにやりとりしたとのこと。
13thアルバム『TOWA』にバンドアレンジバージョンで収録される。
3. みらい〜弾き語りVer.〜 (6:25)
作詞・作曲・編曲：ゆず
9thアルバム『FURUSATO』収録曲を2人の弾き語りアレンジで”ほぼ一発録り”。横浜スタジアムで開催される弾き語りライブを前に、2人が地元・横浜への想いを込めてつくられた同楽曲が、新たに生まれ変わった。